# 52 Dywizjon Artylerii Przeciwpancernej

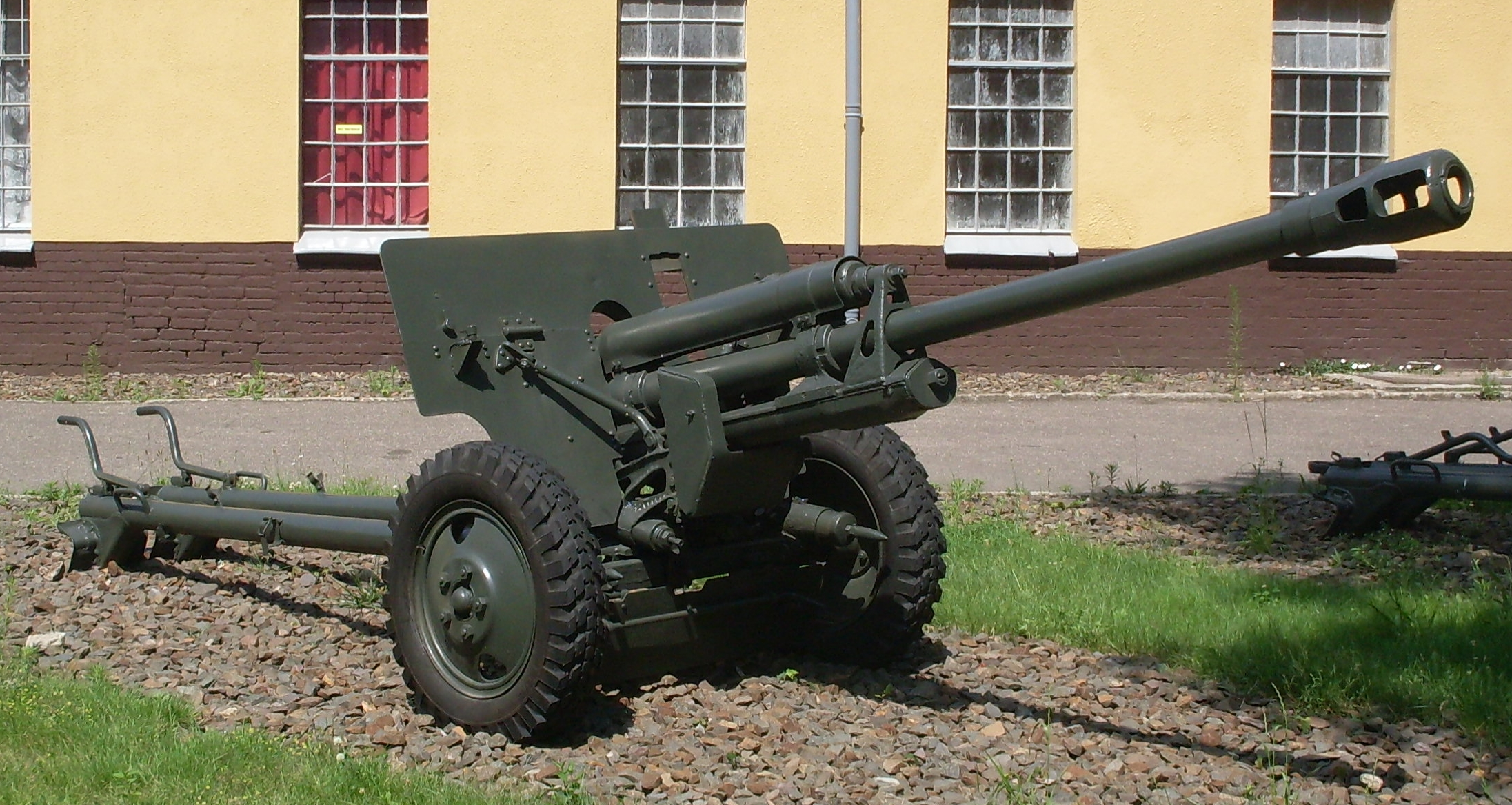
76 mm armata wz. 1942 (ZiS-3)

52 dywizjon artylerii przeciwpancernej (52 dappanc) – pododdział artylerii przeciwpancernej ludowego Wojska Polskiego.

## Formowanie i zmiany organizacyjne
Dywizjon został sformowany w terminie do 1 grudnia 1952, w garnizonie Zgorzelec, w koszarach położonych w dzielnicy Ujazd, w składzie 27 Dywizji Piechoty. Jednostka była formowana według etatu Nr 2/132 o stanie 205 żołnierzy i 4 pracowników cywilnych, lecz w grudniu 1952 roku została przeformowana na etat Nr 2/159 o stanie 132 żołnierzy i trzech pracowników wojska. Z dniem 1 listopada 1955 roku, w związku z rozformowaniem 27 DP, dywizjon został podporządkowany bezpośrednio dowódcy 2 Korpusu Armijnego. W grudniu 1956 jednostka została rozformowana.
Według etatu Nr 2/159 dywizjon składał się z dowództwa, kwatermistrzostwa, plutonu dowodzenia, plutonu amunicyjnego, warsztatu i magazynu artyleryjskiego oraz trzech baterii, z których dwie były skadrowane. Zgodnie z etatem jednostka miała być uzbrojona w dwanaście 76 mm armat dywizyjnych wz. 1942 (ZiS-3).
W 1951 dywizjon posiadał 23 samochody i 12 armat ZiS-3.